# Internationale Tourismus-Börse Berlin

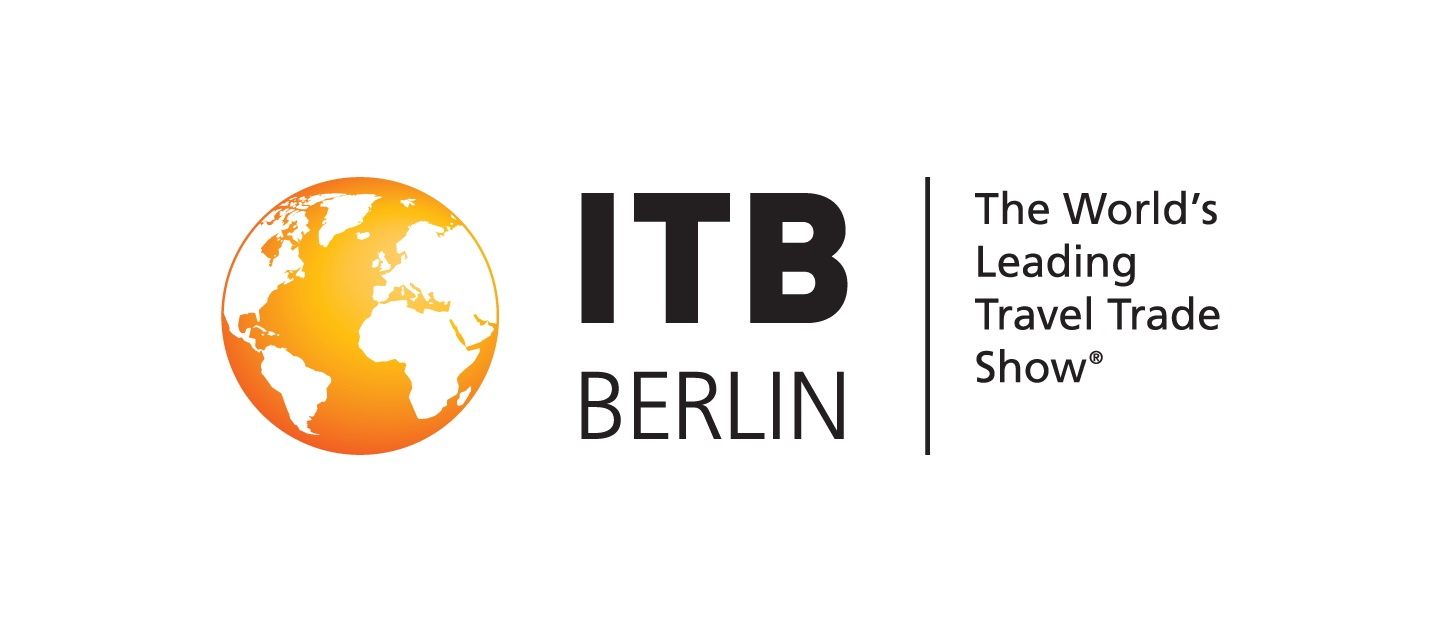
Logo der Messe

Die Internationale Tourismus-Börse (ITB) Berlin ist seit 1966 die Leitmesse der weltweiten Tourismusbranche. Länder, Städte und Regionen, Reiseveranstalter, Buchungsportale und Hotels sowie viele andere Dienstleister aus bis zu über 180 Ländern präsentieren auf der ITB ihre Angebote. Sie findet jährlich im März auf dem Messegelände Berlin ExpoCenter City statt und wird von der Messe Berlin GmbH veranstaltet.
Die 53. Auflage fand im März 2019 statt, Partnerland war Malaysia. Die vom 4. bis 8. März 2020 geplante 54. Auflage wurde wegen des Coronavirus abgesagt, offizielles Partnerland wäre Oman gewesen. Im Oktober 2020 wurde für März 2021 erstmals eine rein digitale Ausgabe der Messe unter dem Namen ITB Berlin NOW angekündigt.

## Geschichte

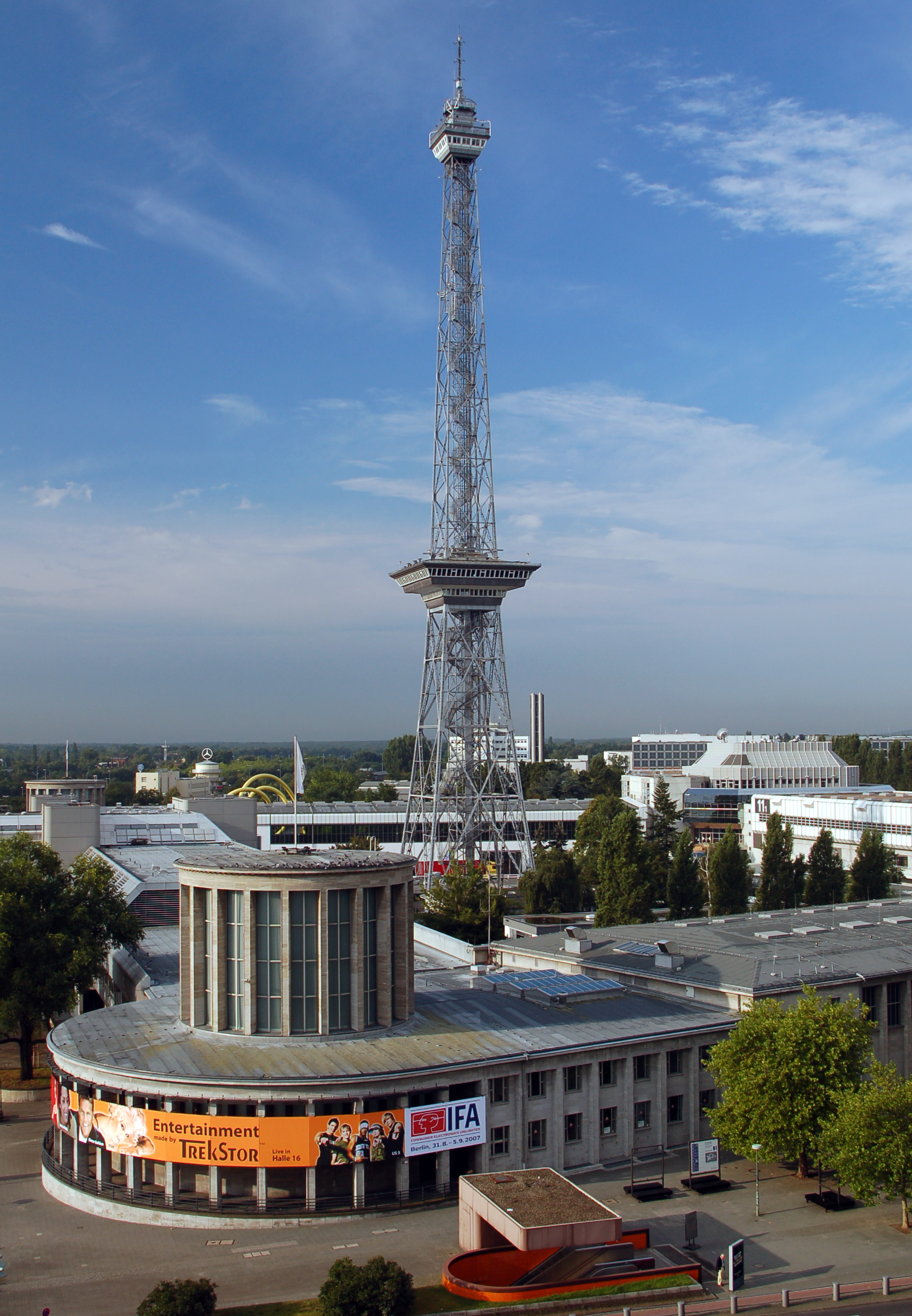
Gelände der Messe Berlin mit dem Funkturm, 2007

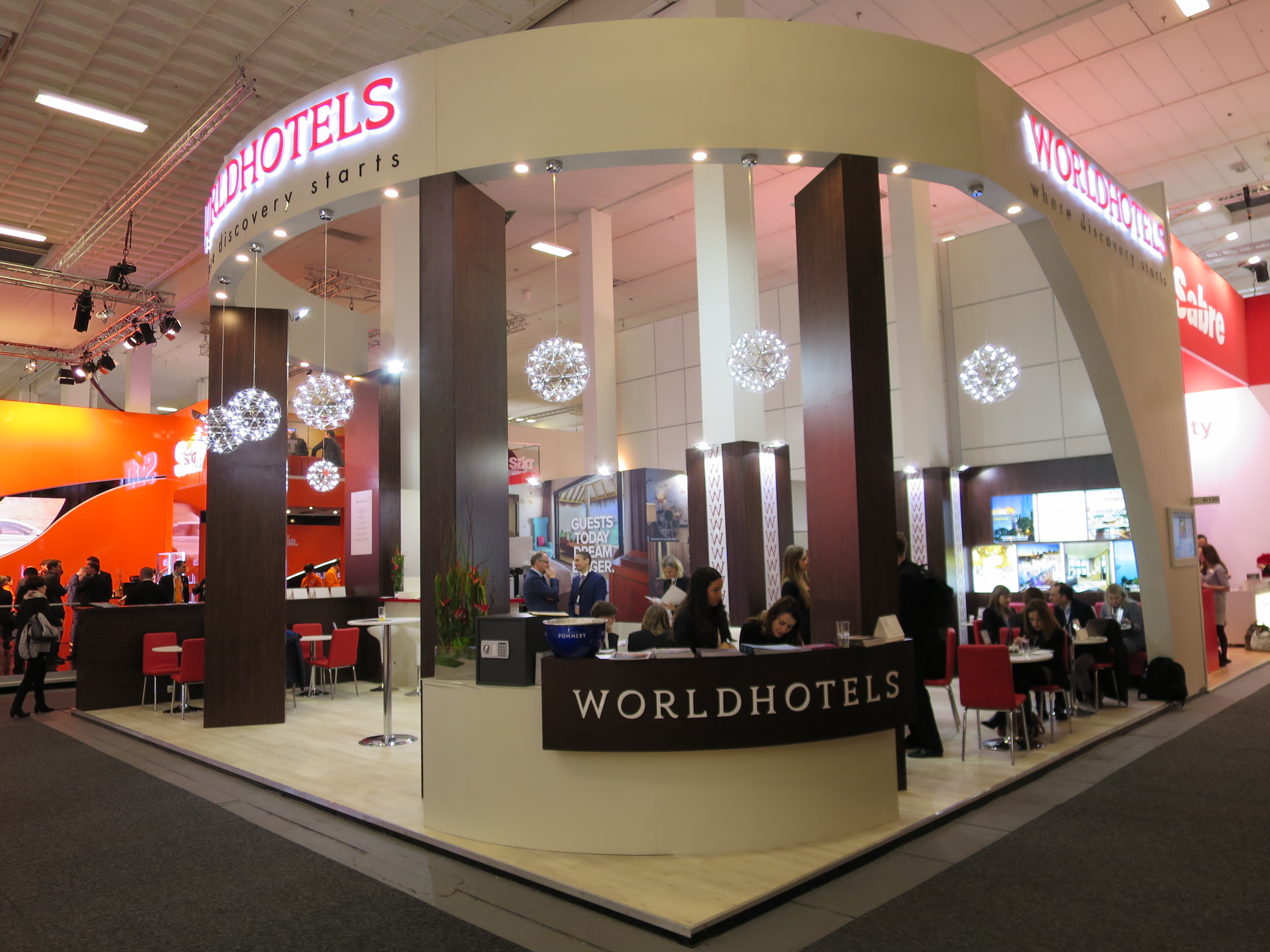
Messestand auf der ITB 2017

Manfred Busche initiierte 1966 die erste Veranstaltung. Diese fand im Rahmen einer Übersee-Importmesse statt: Neun Aussteller aus fünf Ländern – Ägypten, Brasilien, Bundesrepublik Deutschland, Guinea und Irak – stellten ihr Angebot auf dem Messegelände vor.
Der sprunghafte Anstieg der Angebote für Urlauber und die schnell zunehmende Zahl von Firmen und Organisationen in den 60er Jahren bescherte der „2. Internationalen Börse des Tourismus“ großen Erfolg. Mit Rumänien und Ungarn präsentierten sich in der Zeit des „Kalten Krieges“ auch zwei Staaten des Ostblocks.
1974 übersprang die Ausstellungsfläche bereits die 20.000 Quadratmetermarke. Mit einem zweitägigen Kongress 1976 und der Premiere des Touristik-Experten-Forums TEF 1978 präsentierte sich die ITB als weltweites Trendbarometer.
In den 1980er Jahren griff die ITB Berlin das viel diskutierte Thema „Neue Medien“ auf. Wie stark sie die Branche veränderten, zeigten Galileo und Amadeus mit ihren elektronischen Distributionssystemen sowie die START-Reservierung über BTX 1988 auf der ITB Berlin.
Trends wie sanfter Tourismus oder Gesundheitstourismus wurden in den 1990er Jahren auf der ITB Berlin aufgegriffen. Dazu gehört auch die Segmentierung neuer Angebote für unterschiedlichste Zielgruppen vom Geschäftsreisenden über Jugendliche (Youth Travel Center) bis hin zum gesundheitsbewussten Reisenden.
1992 thematisierte die ITB Berlin Menschenrechte in Urlaubsländern und nahm den Umweltschutz auf seine Agenda. Umweltfreundliche und ressourcenschonende Angebote standen im Fokus und trugen dazu bei, mehr Umweltbewusstsein auf dem Tourismusmarkt durchzusetzen.
Mobiles Internet war bereits im Jahr 2000 Diskussionsthema auf der ITB Berlin. Gleichzeitig wurde das Segment Travel Technology als eigener Ausstellungsbereich geschaffen. Bis heute erweist sich Travel Technology als eines der größten und internationalsten Ausstellersegmente.
2004 feierte der ITB Berlin Kongress Premiere. 2007 sprach der damals dienstälteste Astronaut der Welt, Story Musgrave, zum Thema Weltraumtourismus, und ein Jahr später Bertrand Piccard, Chairman und Chefpilot von Solar Impulse, zum Thema „Solarenergie als Antrieb für Flugzeuge“.
2010 behandelte die ITB Berlin „LGBT-Tourismus“ als offizielles Segment. Heute präsentiert die ITB Berlin das weltweit größte Angebot an LGBT-Reisen auf einer Messe.
Die ITB zeigt weltweit das größte Angebot an Travel Technology auf einer Reisemesse und informiert die Besucher über digitales Marketing, Social Media und Mobile Travel Services. Vorträge und Workshops klären auf über relevante Veränderungen in der digitalen Welt.

## Angebotsübersicht
Die Aussteller auf der ITB Berlin kommen aus allen Bereichen der internationalen Geschäftsreise- und Tourismuswirtschaft. Beteiligt sind nationale und regionale Tourismus-Organisationen, Verkehrsämter, Reiseveranstalter, Reisebüros, Carrier, Hotels, Reiseversicherungen, Autovermieter, Zulieferbetriebe der Tourismusbranche, Kommunikations- und Informationssysteme, Verlage sowie internationale touristische Dachverbände.

## Besucher
Die Fachbesucher kommen aus allen Bereichen der touristischen Wertschöpfungskette und sind u. a. Reiseveranstalter, Reisebüro-Expedienten, Hotelmanager, Fremdenverkehrsorganisationen, Journalisten, Travel Manager, Consultants usw. Mehr als 70 Prozent der Privatbesucher kommen aus Berlin-Brandenburg, der Rest aus angrenzenden Bundesländern und dem Nachbarland Polen.
2016 zählte die 50. ITB in Berlin mit 120.000 Fachbesuchern und 60.000 Privatbesuchern mehr als je zuvor. Sie trafen auf 10.000 Aussteller aus 187 Ländern. Es wurden Geschäftsabschlüsse im Wert von 7 Milliarden Euro getätigt.
2024 kamen fast 100.000 Besucher zur ITB. Der letzte Tag war geprägt von Streiks bei Lufthansa und der Deutschen Bahn, was an dem Tag zu einem Besucherrückgang um rund 30 Prozent führte.

## Partnerland

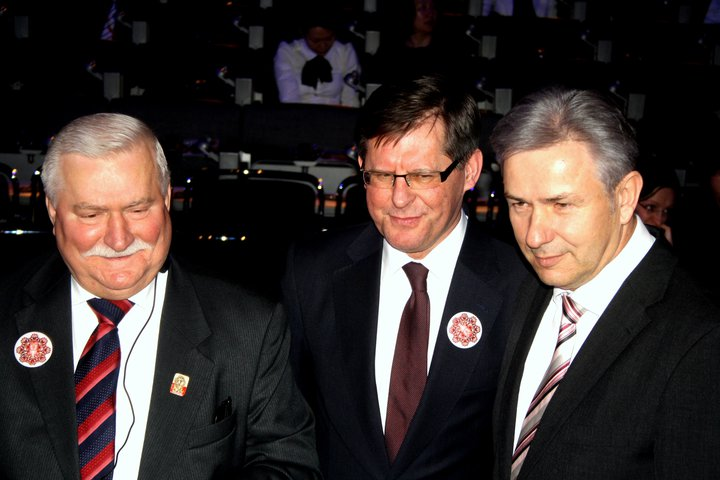
Klaus Wowereit (rechts) mit polnischen Gästen Lech Wałęsa und Adam Giersz auf der ITB 2011

Jährlich wird ein neues Partnerland bzw. eine Partnerregion der ITB Berlin gekürt. Den Besuchern der ITB Berlin präsentiert sich das jeweilige Partnerland mit einem Veranstaltungsprogramm wie etwa der großen Eröffnungsfeier.
- 2004: Peru
- 2005: Deutschland
- 2006: Griechenland
- 2007: Indien
- 2008: Dominikanische Republik
- 2009: Region Ruhr
- 2010: Türkei
- 2011: Polen
- 2012: Ägypten
- 2013: Indonesien
- 2014: Mexiko
- 2015: Mongolei[8]
- 2016: Malediven[6]
- 2017: Botswana[9]
- 2018: Mecklenburg-Vorpommern
- 2019: Malaysia
- 2020: Oman, verschoben auf 2024[10]
- 2021: Sachsen (als Offizielle Kulturdestination)
- 2022: Sachsen
- 2023: Georgien
- 2024: Oman
- 2025: Albanien

Mit Mecklenburg-Vorpommern war 2018 erstmals ein deutsches Land offizielles Partnerland der ITB.

### Kritik
Zur Wahl des Messe-Partnerlandes für 2016 gab es Kritik an der Messeleitung wegen der Menschenrechtsverletzungen in den von einem Putschistenregime regierten Malediven. Ähnliche Kritik kam 2019 in Bezug auf das Partnerland Malaysia auf, als der dortige Tourismusminister zu den Strafbarkeitsbestimmungen wegen Homosexualität äußerte, es würde in Malaysia keine homosexuellen Menschen geben.

## ITB Kongress
Parallel zur Messe findet seit 2004 auch der ITB Berlin Kongress statt. Dieser ist mit über 23.000 Teilnehmern, 400 Referenten und Podiumsgästen aus Wirtschaft und Politik und mehr als 200 Sessions an 4 Tagen der weltgrößte Tourismuskongress und behandelt in Seminaren, Symposien, Workshops und Pressekonferenzen Themen der Tourismusbranche. Die Teilnahme ist im Messeticket inbegriffen.

## Auszeichnungen

### ITB Berlin BuchAwards
Die ITB Berlin BuchAwards werden seit 2002 verliehen. Prämiert werden herausragende publizistische Werke und Leistungen im Bereich Tourismus. Das Management der ITB Berlin vergibt zudem einen Sonderpreis. Im Mittelpunkt stehen die DestinationsAwards, die einem Schwerpunktreiseland gewidmet werden.

### Best Exhibitor Awards
Der Best Exhibitor Award galt seit dem Jahr 2000 als Qualitäts-Indikator für einen überdurchschnittlichen Messe-Auftritt auf der ITB Berlin. Im Auftrag von und in Kooperation mit der Messe Berlin bewerteten Studenten der Cologne Business School (CBS) jeden der über 10.000 Aussteller während der Fachbesuchertage auf der ITB. Die feierliche Preisverleihung für die besten Aussteller fand bis zum Jahr 2018 jeweils am ITB-Samstag im Palais am Funkturm statt. Im Einvernehmen mit dem ITB Management wurde beschlossen, die Fortführung ab 2019 zunächst auszusetzen, bis ein neues Konzept erarbeitet wurde.

## International

### ITB Asia
Jedes Jahr im Oktober findet die dreitägige Fachmesse ITB Asia inklusive Kongress im Marina Bay Sands Singapore statt. Mehr als 800 Aussteller aus über 70 Ländern und insgesamt 9.650 Teilnehmer aus 110 Ländern nehmen an der Konferenzmesse teil.

### ITB China
Im Mai 2017 wurde mit der ITB China erstmals eine Tochtermesse der ITB Berlin in Shanghai veranstaltet. Sie findet fortan jährlich Mitte Mai im World Expo Exhibition & Convention Center in Shanghai statt.

### ITB India
Die ITB India findet erstmals im April 2021 online und zukünftig dann physisch in Mumbai statt und ist, vergleichbar zur ITB China, eine Messe für indische Reisende und hat demnach einen rein indischen Fachbesucher- bzw. Einkäuferanteil.